# Lukașivka, Semenivka
Lukașivka (în ucraineană Лукашівка) este un sat în comuna Puzîri din raionul Semenivka, regiunea Poltava, Ucraina.

## Demografie
Componența lingvistică a localității Lukașivka
     Ucraineană (95,92%)
     Rusă (4,08%)
Conform recensământului din 2001, majoritatea populației localității Lukașivka era vorbitoare de ucraineană (95,92%), existând în minoritate și vorbitori de rusă (4,08%).